# امخريطن (ادا اومرزوك)
امخريطن هو دُوَّار يقع بجماعة إشمرارن، إقليم شيشاوة، جهة مراكش آسفي في المملكة المغربية. ينتمي الدوّار لمشيخة ادا اومرزوك التي تضم 21 دوار. يقدر عدد سكانه بـ 339 نسمة حسب الإحصاء الرسمي للسكان والسكنى لسنة 2004.

## روابط خارجية
- البوابة الوطنية للجماعات الترابية
- المندوبية السامية للتخطيط